# Test del micronucleo
Il test del micronucleo è un test di mutagenesi che consente di osservare eventuali errori occorsi durante la mitosi, causati da agenti mutageni.
Consiste nel prelevare, da un organismo sottoposto all'agente mutageno, cellule durante la mitosi, e osservarne un discreto numero (almeno un centinaio) al microscopio, dopo aver effettuato una colorazione differenziale che evidenzi il materiale genetico: in caso di errori (provocati dal mutageno), sono visibili, oltre al nucleo, frammenti di DNA sparsi per il citoplasma e che dunque non sono stati incorporati nel nucleo principale durante le ultime fasi della divisione cellulare (chiamati micronuclei). Tali alterazioni, che appaiono come dei piccoli nuclei accessori, sono morfologicamente identici a quelli normali; dunque perfettamente tondi, ma di dimensioni notevolmente ridotte. Infatti per essere considerati dei veri e propri micronuclei, generalmente non devono superare un terzo delle dimensioni del nucleo principale. 

Effettuando un'analisi statistica sui risultati ottenuti (confrontandoli con un controllo costituito da un organismo non sottoposto al mutageno) è possibile determinare l'effetto della sostanza mutagena, quindi dedurre se la sostanza in oggetto di studio, è una sostanza clastogena, oppure aneuploidizzante. Per una prima valutazione, si ricorre alla tecnica dell'immunofluorescenza indiretta, ovvero si utilizza un anticorpo anticinetocore, che lega le proteine del centromero, al quale poi si legherà l'anticorpo secondario, che porta il fluorocromo. L'effetto della tecnica sopracitata, consta di una fluorescenza, dalla quale si comprende, se il micronucleo contiene il centromero (e quindi viene indicato come K+), o privo di centromero e quindi considerato K- (dove per K si intende Krest e la relativa positività o negatività dell'esito del test). Una regola massimale, permette di dire, che, una volta effettuato il test, e contati i micronuclei; fattane la percentuale relativa al totale delle cellule; se il 70% o poco più risultano K+, la sostanza è aneuploidizzante, viceversa, risulterà clastogena.